# Darro (kommunhuvudort)
Darro är en kommunhuvudort i Spanien.   Den ligger i provinsen Provincia de Granada och regionen Andalusien, i den södra delen av landet, 300 km söder om huvudstaden Madrid. Darro ligger 1 133 meter över havet och antalet invånare är 1 500.
Terrängen runt Darro är huvudsakligen kuperad, men åt nordost är den platt. Terrängen runt Darro sluttar österut. Runt Darro är det glesbefolkat, med 14 invånare per kvadratkilometer. Närmaste större samhälle är Guadix, 14,8 km öster om Darro. Omgivningarna runt Darro är i huvudsak ett öppet busklandskap.